# ندیمه‌ها
ندیمه‌ها یا لاس منیناس (به اسپانیایی: Las Meninas) از شناخته‌شده‌ترین نقاشی‌های دیه‌گو ولاسکس، نقاش بزرگ سده ۱۷ (میلادی) در اسپانیا است. از این اثر که در موزه موزه دل پرادو نگهداری می‌شود به عنوان «با ارزش‌ترین تابلوی اسپانیا» یاد می‌شود. این تابلو از دیرباز یکی از مهم‌ترین نقاشی‌های تاریخ هنر غرب و عصر طلایی اسپانیا دانسته شده و بحث‌ها و تحلیل‌های زیادی را پیرامون فضا، زمان، شخصیت‌ها و واقعی یا غیر واقعی بودن تصاویر نشان داده‌شده در آن، ایجاد کرده‌است.

## شرح تابلو
تابلو، اتاقی بزرگ و کم نور در کاخ سلطنتی مادرید را نشان می‌دهد و چهره‌های بسیاری را از دربار اسپانیا در بر می‌گیرد. برخی به بیرون بوم به سوی بیننده نگاه می‌کنند و برخی دیگر بین خود در حال گفتگو هستند. شاهزاده مارگاریت ترزای پنج ساله در وسط تابلو ایستاده‌است. و جمعی از ندیمه‌هایش، ملازم، محافظ، دو کوتوله، و یک سگ، دوره کرده‌اند. در سمت راست، دو خدمتکار کوتاه‌قد هستند که یکی از آنها به بازیگوشی روی پنجه پایش مشغول است و زن مسن‌تر به بیینده، چشم دوخته‌است. به نظر می‌آید که با همان دقتی که ما به نقاشی نگاه می‌کنیم نقاشی نیز به ما نگاه می‌کند. در پس‌زمینه، دو خدمتکار درگوشی با هم حرف می‌زنند. حاجب ملکه دارد از در پشتی خارج می‌شود اما پیش از خروج، اندکی درنگ کرده و به ما نگاه می‌کند در سمت چپ در، در آین، شاه (فلیپ چهارم) و ملکه (ماریانای اتریش) به شکلی محو تصویر شده‌اند. در ست چپ نقاشی، ولاسکز خود را نقاشی می‌کشد که روی بوم بزرگی کار می‌کند. این تابلو، لحظه‌ای از زندگی روزانه پر جنب‌وجوش روزانه دربار را نشان می‌دهد.
نمایش چهره شاه و ملکه در آینه و نه در خود اتاق، این پرسش را مطرح می‌کند که آنها کجا هستند؟ آیا آنها در کنار ببینده‌ای هستند که از بیرون به درون تصویر نگاه می‌کند؟ یا سوژه همان نقاشی هستند که ولاسکز دارد روی بوم بزرگ می‌کشد؟ آیا این بازتاب تخیلی یک نقاشی تخیلی در آینه است از کسانی در جایی تخیلی که ما فقط می‌توانیم تخیلش را بکنیم؟ ما همزمان به درون و بیرون نقاشی نگاه می‌کنیم.
یکی از ندیمه‌ها ظرف سفالین کوچکی را به مارگاریتا می‌دهد. این ظرف که «بوکارو» نام دارد از هنرهای دستی اسپانیا است. جلا و رنگ قرمز بوکارو نشان می‌دهد محصولی از گوادالاخارا در مکزیک است. در سده ۱۷ (میلادی) در میان اشرافیان اسپانیا رسم بود که دختران و زنان جوان، لبه‌های بوکارو را بخورند تا رنگ پوست آنها را تا اندازه بسیار زیادی سفید کند. در اروپا پوست سفید، معیار زیبایی دانسته می‌شد پون در مناطق گرمسیرتر، سفیدی پوست به ثروت و اشرافیت نسبت داده می‌شد. چرا که نشان می‌داد فرد مجبور به کار کردن زیر آفتاب نبوده‌است. همچنین روشنی رنگ پوست، نماد الیزابت یکم انگلستان بود. البته، خوردن گل رس، عوارض خطرناکی چون افت شدید گلبول‌های قرمز خون، فلج عضلانی، و تخریب کبد، و توهم را در پی داشت.